# جيمي بريدجز (ممثل)
جيمي بريدجز (بالإنجليزية: Jimmy Bridges) مواليد 15 سبتمبر 1960 في سان فرانسيسكو، هو ممثل ومخرج أمريكي بدأ مسيرته الفنية سنة 1976.

## الأعمال
- ديفرنت ستروكس
- السائق نايت
- فالكون كريست
- هانتر
- بيفرلي هيلز 90210
- ساينفيلد
- إيلياس

## روابط خارجية
- جيمي بريدجز على موقع IMDb (الإنجليزية)
- جيمي بريدجز على موقع قاعدة بيانات الفيلم (الإنجليزية)